# Maurice Rootes
Maurice Rootes (* 12. April 1917 in Surrey, Kent; † 17. Juni 1997 in Ludlow, South Shropshire) war ein britischer Filmeditor, der in seiner Laufbahn bei über 30 Kino- und Fernseh-Produktionen für den Schnitt verantwortlich war. Darunter Klassiker des internationalen Kinos wie Jason und die Argonauten, Die erste Fahrt zum Mond, Ein Tag zum Kämpfen oder Krakatoa – Das größte Abenteuer des letzten Jahrhunderts.

## Leben und Karriere
Der 1917 in Surrey geborene Maurice Clifford Rootes begann seine Laufbahn als hauptverantwortlicher Editor zum Ende der 1940er Jahre mit der Kinoproduktion The Last Days of Dolwyn unter der Regie von Emlyn Williams. In den 1950er Jahren folgten Arbeiten für Regisseure wie Marc Allégret Das träumende Herz, verschiedene Filme von Terence Fisher wie Erpresserin, Stolen Face, Four Sided Triangle, Spaceways, Blood Orange, Face the Music oder Murder by Proxy, die Komödie The Reluctant Bride von Regisseur Henry Cass, Ein Königreich für eine Frau von Gregory Ratoff oder das Kriminaldrama One Way Out von Francis Searle. Vier Filme von Ernest Morris: The Betrayal, A Woman of Mystery, On the Run und Three Crooked Men, sowie Max Varnels A Woman Possessed, Moment of Indiscretion, Der Dicke von Scotland Yard, The Child and the Killer und No Safety Ahead, ferner Godfrey Graysons Kriminaldrama Innocent Meeting.
Nach zahlreichen Krimis, Komödien und Dramen in den 1950er Jahren wandte sich Maurice Rootes zu Beginn der 1960er Jahre dann mehr dem Abenteuer- und Western-Genre zu. So entstand durch seinen Schnitt einige Klassiker des internationalen Kinos wie Don Chaffeys Fantasyabenteuer Jason und die Argonauten, Nathan Jurans Science-Fiction-Film Die erste Fahrt zum Mond, Robert Siodmaks Indianer-Western Ein Tag zum Kämpfen mit Robert Shaw als General George Armstrong Custer oder der für seine Spezialeffekte für den Oscar nominierte Katastrophenfilm Krakatoa – Das größte Abenteuer des letzten Jahrhunderts mit Maximilian Schell in der Hauptrolle.
In den 1950er und frühen 1960er Jahren hatte Rootes auch einige Male für das Fernsehen gearbeitet.
Maurice Rootes verstarb im Juni 1997 im Alter von 80 Jahren in Ludlow in der Grafschaft South Shropshire.

## Filmografie (Auswahl)

### Kino
- 1948: Escape from Broadmoor (Kurzfilm)
- 1949: The Last Days of Dolwyn
- 1950: Das träumende Herz (Maria Chapdelaine)
- 1951: Fünf Mädchen und ein Mann (A Tale of Five Cities)
- 1952: Erpresserin (The Last Page)
- 1952: Stolen Face
- 1952: The Gambler and the Lady
- 1953: Four Sided Triangle
- 1953: Spaceways
- 1953: Blood Orange
- 1954: Face the Music
- 1954: Murder by Proxy
- 1955: The Reluctant Bride
- 1955: Ein Königreich für eine Frau (Abdulla the Great)
- 1955: One Way Out
- 1957: The Betrayal
- 1958: A Woman of Mystery
- 1958: On the Run
- 1958: A Woman Possessed
- 1958: Moment of Indiscretion
- 1959: Three Crooked Men
- 1959: Der Dicke von Scotland Yard (Great Van Robbery)
- 1959: The Child and the Killer
- 1959: Innocent Meeting
- 1959: No Safety Ahead
- 1962: She Knows Y' Know
- 1963: Jason und die Argonauten (Jason and the Argonauts)
- 1963: Siege of the Saxons
- 1964: Die erste Fahrt zum Mond (First Men in the Moon)
- 1964: Escape by Night
- 1967: Ein Tag zum Kämpfen (Custer of the West)
- 1968: Krakatoa – Das größte Abenteuer des letzten Jahrhunderts (Krakatoa: East of Java)

### Fernsehen
- 1956: Aggie (Fernsehserie, 2 Episoden)
- 1957: The Adventures of Robin Hood (Fernsehserie, 1 Episode)
- 1959: Rendezvous (Fernsehserie, 1 Episode)
- 1959: The Vise (Fernsehserie, 1 Episode)
- 1963: Indian River (Fernsehserie, 1 Episode)